# Limopsis friedbergi
Limopsis friedbergi is een tweekleppigensoort uit de familie van de Limopsidae. De wetenschappelijke naam van de soort is voor het eerst geldig gepubliceerd in 1965 door Glibert & van de Poel.